# Антон Гансен Таммсааре
А́нтон Га́нсен Та́ммсааре (ест. Anton Hansen Tammsaare; 18 (30) січня 1878, волость Албу, тепер повіту Ярвамаа, Естонії — 1 березня 1940, Таллінн) — естонський письменник, представник реалізму.

## Біографія
Народився 30 січня 1878 року на хуторі Таммсааре-Пих'я у волості Албу в селянській родині. Незадовго до цього батьки купили хутір у борг, на виплату якого пішло кілька років. Назва рідного хутора пізніше стала літературним псевдонімом письменника. Двоє з дванадцяти дітей у сім'ї померли в дитинстві. Антон народився четвертим.
Батьки з раннього дитинства приділяли багато уваги релігійному вихованню і музичній освіті дітей. У матері був гарний голос, вона знала чимало народних пісень. Діти навчалися гри на кантеле. Антон виявився здібним до музики і батько купив йому скрипку. Деякий час майбутній письменник навіть мріяв стати професійним музикантом.
У восьмирічному віці Таммсааре вступив до волосної школу в Пріюмлі за десять кілометрів від хутора. Його вчителем став Антс Тис, людина надзвичайно працьовитий, що намагалася передати своїм учням усі знання, якими володів. Того часу Антон Гансен почав писати вірші.
У 1892 році Антон продовжив освіту у парафіяльній школі в Вяйке-Маар'я, яку очолював поет і перекладач Якоб Тамм. Він подарував усім своїм учням збірку своїх віршів «Пробуджені голоси». Багато віршів з цієї збірки Антон вивчив напам'ять. Він на все життя запам'ятав літературні настанови свого вчителя: писати ясно, природно і просто. У Вяйке-Маар'я Антон Гансен познайомився також з багатьма іншими поетами, що сприяло тому, що інтерес Гансена до літературної творчості став переростати в стійке захоплення.
У 1898 році, закінчивши школу, Гансен вирушив до Юр'єва аби продовжити навчання в гімназії Хуго Треффнера. Це училище було цікаве тим, що туди можна було вступити в будь-якому віці й з будь-якою підготовкою. У гімназії був численний і строкатий склад учнів: там вчилися як багаті, так і бідні. Це була направду рідкісна галерея типів для майбутнього письменника, згодом Таммсааре зобразив її у другому томі своєї епопеї «Правда і справедливість».
Щоб мати можливість платити за навчання, Антон виконував різні роботи по дому, на кухні, а також проводив уроки в підготовчому класі. Випускні іспити на атестат зрілості Антон Гансен здавав у 1903 році в Нарвської гімназії. До цього часу він вже опублікував 20 своїх творів.

## Творчість
Почав друкуватися з 1900 року. Автор творів:
- повістей:
  - «Два подружжя і одинокий» (1902),
  - «Старики і молоді» (1903),
- романів:
  - «Господар з Кирбоя» (1922) — про життя естонських селян;
  - «Новий Нечистий з Пекла» (1939) — сатиричний роман на соціальну тематику;
- «Правда і справедливість» (1926—1933) — 5-ти томної епопеї;
- «Королю холодно» (1936) — п'єси-памфлета;
- «Хлопчик і метелик» — збірка казок .

У доробку письменника також численні переклади та літературно-критичні статті.

## Українські переклади
На українську мову перекладено роман Таммсааре «Новий нечистий із самого пекла» (О. Завгородній, 1978).

## Пам'ять
- Вулиця А. Г. Таммсааре